# Davis McCaughey
Davis McCaughey (ur. 12 lipca 1914 w Belfaście, zm. 25 marca 2005 w Melbourne) – australijski duchowny i teolog protestancki pochodzenia brytyjskiego, nauczyciel akademicki, działacz kościelny i urzędnik państwowy. Od 1977 do 1979 zwierzchnik Kościoła Zjednoczonego w Australii, w latach 1986-1992 gubernator Wiktorii.

## Biografia

### Działalność naukowa i kościelna
Pochodził z Irlandii Północnej. W 1941 został ordynowany na duchownego prezbiteriańskiego, a następnie podjął pracę dla Brytyjskiej Rady Kościołów. Był doktorem teologii. W 1953 przeniósł się wraz z rodziną do Australii, aby objąć stanowisko profesora teologii, a ściślej studiów nowotestamentowych, na University of Melbourne. W latach 1957–1979 stał na czele wchodzącego w skład tej uczelni Ormond College. Należał także do grona założycieli La Trobe University. Po powstaniu Kościoła Zjednoczonego w Australii w 1977, został pierwszym przewodniczącym Zgromadzenia Kościoła, co czyniło z niego najwyższego urzędnika kościelnego w tej wspólnocie. Zajmował to stanowisko przez dwa lata. Był także głównym autorem porozumienia teologicznego między prezbiterianami, metodystami i kongregacjonistami, na bazie którego powstał nowy Kościół. 

### Gubernator Wiktorii
W latach 1986–1992 zajmował w dużej mierze reprezentacyjne i ceremonialne, choć bardzo prestiżowe, stanowisko gubernatora Wiktorii. Wypracował nowy model pełnienia tego urzędu, w którym nacisk kładziony był na otwartość i dostępność gubernatora i jego siedziby dla zwykłych obywateli, w przeciwieństwie do pompy i elitaryzmu wielu jego poprzedników. 

### Śmierć
Zmarł w wieku 90 lat. Jego rodzina odmówiła pogrzebu z honorami państwowymi, zamiast tego pożegnano go poprzez uroczystość o charakterze stricte religijnym z udziałem ok. 1300 żałobników.